# Гуантанамо (провинция)
Гуанта́намо (исп. Provincia de Guantánamo) — провинция в Республике Куба, расположенная на юго-востоке острова Куба. Площадь провинции — 6178 км²; население провинции в 2010 году было 510 863 человека.
Административный центр провинции — город Гуантанамо.

## География
В северо-восточной части провинции расположена часть территории национального парка имени Александра Гумбольдта.

## История
Исторически является одним из основных районов производства кофе.
На территории провинции с 1898 года, в южной части залива Гуантанамо находится военная база США, на территории которой расположена тюрьма для лиц, обвиняемых властями США в различных преступлениях и часто без предъявления официальных обвинений, содержание части заключённых в этой тюрьме служило поводом для обвинения властей США в нарушениях прав человека. 22 января 2009 года президент США Барак Обама подписал распоряжение о закрытии в течение года этой тюрьмы. Куба требует возвращения принадлежащей ей территории суши и моря в районе Гуантанамо.

## Муниципалитеты
Административно провинция разделена на 10 муниципалитетов.
1. Гуантанамо (Guantánamo);
2. Нисето Перес (Niceto Pérez);
3. Мануэль Тамес (Manuel Tames);
4. Маиси (Maisí);
5. Эль-Сальвадор (El Salvador);
6. Кайманера (Caimanera);
7. Ятерас (Yateras);
8. Имиас (Imías);
9. Баракоа (Baracoa);
10. Сан-Антонио-дел-Сур (San Antonio Del Sur).